# Patruino de Mérida
Patruino de Mérida o simplemente Patruino fue obispo de Mérida desde unos años antes del 385 hasta casi el año 402. Al Igual que su predecesor Idacio, su nombre figura escrito de diversas formas según los diferentes documentos. En las actas del Concilio de Toledo al cual asistió, figura como Patrono en las ediciones más antiguas y Patrunius o Petruinus en las posteriores. En la Epístola de San Inocencio I figura como Patruinus que es el que prevalecerá en lo sucesivo hasta su castellanización como Patruino.
Ni de este prelado ni de otros varios sucesores suyos se han tenido noticias a través de los que escribieron acerca de los episcopados de Mérida. Sin embargo hay una fuente fidedigna como es la Epístola que el papa Inocencio I escribió a los padres del Concilio de Toledo que publicó completa el clérigo Sirmondo en la que se declara la iglesia de Mérida como la de «Patruino».

## Concilio de Toledo
Como quedó dicho, Patruino asistió al Concilio de Toledo en el año 400 y tuvo el honor de ser el primer obispo de los que formaron el sínodo, el que lo presidió y el que habló el primero en el comienzo de la «Sesión de los Cánones» proponiendo al Concilio de Nicea como fundamento de la doctrina eclesiástica y se expresó de la siguiente manera:

«Nosotros estamos discordes, obrando unos en sus Iglesias unas cosas, y otros otras, de lo que resulta un género de escándalo, que pasa á cisma. Por tanto necesitamos decretar lo que todos observemos uniformes acerca de las ordenaciones de los Clérigos. Y en primer lugar me parece se debe poner por fundamento lo establecido en el Niceno, de suerte que nadie dexe de observar sus decretos»

Después de esta alocución se procedió a redactar los «cánones» que necesitaban una expresión individual y fueron un total de veinte y que firmaron los diecinueve obispos con Patruino a la cabeza. Por lo que respecta a las iglesias a las que pertenecían los obispos, no figuraba ninguna lo cual dio pie a ciertos historiadores como Loaysa a situar a Patruino en Toledo pero Enrique Flórez desmontó esta hipótesis.

## Patruino, obispo de Mérida
En época de este obispo y en otras bastante más posteriores hubo una confusión y disparidad de opiniones acerca de la sede a la que pertenecía el obispo Patruino, no solo la de situarlo en Toledo sino que por otra parte, Nicolás Antonio lo situó como obispo de Braga ya que en la «Sentencia Definitiva» del Concilio aparece un obispo llamado «Paterno» como primado de esa ciudad. Sin embargo Enrique Flórez desmontó esta afirmación ya que, por un lado, hay una distinción clara entre los nombres — Paterno y Patruino — sino que también la hay en los hechos: Mientras que Paterno fue juzgado por haber sido «priscilianista», Patruino fue su juez ya que ostentaba la máxima categoría en el Concilio de Toledo. Por todo ello, Enrique Flórez demostró que Patruino no fue obispo de Braga sino de Mérida.
Otra prueba contundente de que Patruino era obispo de Mérida la ofrece el papa San Inocencio que dejó escrito en un «Decretal a los Obispos del Synodo de Toledo» que se oiga una queja de Gregorio, obispo emeritense consagrado en el lugar de Patruino por la defunción de este y que dice así:

Gregorii etiam  Emeritensis Episcopi, qui in locum Patruinis venerabilis recordationes estordinatus, querela, si qua est, audiatur: si contrameritum suum passus est injuriam, in invidos honoris alterior vindicetur, ne post hac in quemquam bonorum spiritus factiones insurgat.

 Con los anteriores argumentos parece quedar sufucientemente claro e indubitable que Patruinos fue obispo de Mérida.